# Лозен (Хасковська область)
Ло́зен (болг. Лозен) — село в Хасковській області Болгарії. Входить до складу общини Любимець.

## Населення
За даними перепису населення 2011 року у селі проживали 454 особи, з них 448 осіб (98,7%) — болгари.
Розподіл населення за віком у 2011 році:
Динаміка населення: